# مغيلة أعراب صباح (مهاية)
مغيلة أعراب صباح هي إحدى مشيخات المملكة المغربية، تتبع جغرافيا لعمالة مكناس وإداريًا لمهاية. يقدر عدد سكانها بـ 2474 نسمة حسب الإحصاء الرسمي للسكان والسكنى لسنة 2004.